# ریگ بالا
ریگ بالا یک روستا در ایران است که در دهستان قلعه زری شهرستان خوسف واقع شده‌است. ریگ بالا ۷ نفر جمعیت دارد.